# Осада Звенигорода (1211)
Осада Звенигорода (1211) — центральное событие венгро-польско-волынского похода на Галич, в результате которого Игоревичи были разбиты, а на галицкий престол посажен законный наследник Даниил Романович.

## История
В 1205 году погиб Роман Мстиславич, а в 1206 году Игоревичи (внуки Ярослава Осмомысла) Владимир, Святослав и Роман заняли Галич, Владимир-Волынский и Звенигород при поддержке Всеволода Чермного, половцев и с согласия смоленских Ростиславичей.
Уже в 1208 году при поддержке поляков во Владимир-Волынский вернулась местная династия, а после попытки Игоревичей удержаться у власти путём репрессий против боярства часть бояр бежала в Венгрию, и вскоре начался поход союзников на Галич.
Вначале был осаждён Перемышль. Город сдался, Святослав был взят в плен. Затем был осаждён Звенигород. Игоревичи предприняли деблокирующий удар, послав половцев с Изяславом Владимировичем, которые достигли первоначального успеха, разбив венгров на р. Лютой, но после подхода польско-волынской помощи венграм Изяслав был разбит. Узнав о его провале, Роман предпринял попытку прорыва, но за ним была организована погоня, и он был пойман в районе Шумска.
Тогда союзники пошли в Галичу. Не имея сил для его обороны, Владимир Игоревич покинул его. Пытаясь оторваться от преследования, был предпринят арьергардный бой во главе с Изяславом на р. Незде, который закончился потерей вьючных лошадей.
Даниил Романович стал галицким князем, а Игоревичи Святослав, Роман и, возможно, Ростислав, были повешены боярами. Примечательно, что в 1212 году после смерти Рюрика Ростиславича Всеволод Чермный обвинил смоленских Ростиславичей в повешении его братьев.